# القطوري
قرية القطوري هي إحدى القرى التابعة لمركز العياط في محافظة الجيزة في جمهورية مصر العربية. حسب إحصاءات سنة 2006، بلغ إجمالي السكان في القطورى 9043 نسمة، منهم 4675 رجل و4368 امرأة.